# سوني إركسون بي1
سوني إركسون بي1 (بالإنجليزية: Sony Ericsson P1) هو هاتف محمول من سوني موبايل كوميونيكيشنز يشتغل بنظام سيمبيان.

## الخصائص
- نظام التشغيل: سيمبيان
- الشاشة: 240 × 320
- الوزن: 124 غرام
- المعالج: 208 ميجا هرتز
- الذاكرة: 128 ميجابايت